# VMware
VMware, Inc. là công ty đại chúng niêm yết tại Sở giao dịch chứng khoán New York (NYSE) dưới mã VMW. Dell Technologies hiện là cổ công lớn nhất với tỷ lệ sở hữu 82,8%. VMware cung cấp phần mềm và dịch vụ điện toán đám mây và ảo hóa. VMWare là công ty đầu tiên thực hiện ảo hóa kiến trúc x86.
Phần mềm VMware desktop hoạt động trên Microsoft Windows, Linux, và macOS, trong khi đó phần mềm doanh nghiệp dành cho máy chủ, VMware ESXi, là một phần mềm giám sát máy ảo (hypervisor) chạy trực tiếp trên phần cứng máy chủ (bare-metal) mà không thông qua hệ điều hành.

## Lịch sử phát triển
VMWare được thành lập năm 1998 bởi Diane Greene, Mendel Rosenblum, Scott Devine, Ellen Wang và Edouard Bugnion. Trong đó Rosenblum và Greene là vợ chồng.
Đến cuối năm 1998, VMWare có 20 nhân viên. Tháng 5 năm 1999, công ty ra mắt sản phẩm đầu tiên, VMware Workstation. Sau đó VMWare gia nhập thị trường dành cho máy chủ năm 2001 với VMware GSX Server (chạy trên hệ điều hành) và VMware ESX Server (chạy trực tiếp trên phần cứng).
Năm 2003, VMware ra mắt VMware Virtual Center, vMotion và công nghệ Virtual SMP. 64-bit bắt đầu được hỗ trợ năm 2004.
Ngày 9 tháng 1 năm 2004, sau thỏa thuận đã được công bố vào ngày 15 tháng 12 năm 2003, EMC (hiện nay là Dell EMC) đã mua lại công ty với giá 625 triệu USD. Ngày 14 tháng 8 năm 2007, EMC bán 15% cổ phần VMware ra đại chúng thông qua IPO. Giá khởi điểm là 29 USD/cổ phiếu và đóng cửa cuối ngày với giá 51 USD.
Ngày 8 tháng 7 năm 2008, sau những kết quả tài chính đáng thất vọng, đồng sáng lập - chủ tịch kiêm CEO Diane Greene bị sa thải. Paul Maritz, người đã từng làm việc 14 năm cho Microsoft được chọn để thay thế. Ngày 10 tháng 9 năm 2008, Mendel Rosenblum - đồng sáng lập công ty và là chồng của Diane Greene - từ chức.
Ngày 16 tháng 9 năm 2008, VMware công bố thỏa thuận với Cisco Systems. Kết quả của sự hợp tác là Cisco Nexus 1000V, một phần mềm chuyển mạch phân tán ảo (distributed virtual software switch), một tùy chọn tích hợp cho nền tảng VMware infrastructure.
Tháng 8 năm 2016, VMware giới thiệu website VMware Cloud Provider.
Tháng 4 năm 2017, theo Glassdoor, VMware được xếp thứ 3 trong danh sách các công ty được định giá cao nhất Hoa Kỳ.